# Fiske (udde)
Fiske är en udde i Antarktis. Den ligger i Västantarktis. Argentina, Chile och Storbritannien gör anspråk på området.
Terrängen inåt land är huvudsakligen kuperad, men den allra närmaste omgivningen är varierad. Havet är nära Fiske åt sydost.  Trakten är obefolkad. Det finns inga samhällen i närheten.